# Mount Katahdin
Mount Katahdin (1606 m) je nejvyšší horou amerického státu Maine. Nachází se uprostřed rezervace Baxter State Park, 40 km severozápadně od města Millinocket. Název pochází z jazyka indiánů národa Penobscot a znamená „Největší hora“.
Hora je známá díky tomu, že zde končí Appalačská stezka, 3500 km dlouhá turistická trasa, která začíná na Springer Mountain v Georgii.